# Antoine Kremer
Antoine Kremer (Sarreguemines, 1951) è un ingegnere in tecniche forestali e ricercatore nel campo della biodiversità genetica francese.

## Formazione
Consegue nel 1976 presso l'ENITEF una laurea in Ingegneria delle Tecniche Forestali e nel 1992 un dottorato in Genetica quantitativa nonché l'abilitazione a dirigere delle Ricerche. Nel 2003 diventa direttore dell'Unità Biodiversità, geni ed ecosistemi dell'INRA-Università di Bordeaux I.

## Ricerca
Nel quadro del progetto europeo FAIROAK, Antoine Kremer si è distinto per l'importanza e l'originalità dei suoi lavori scientifici vertenti sulla diversità genetica e sulla ricostruzione della dinamica della ricolonizzazione delle querce d'Europa (Quercus robur e Quercus petraea) dalla fine dell'ultima Era glaciale 18000 anni fa ad oggi e tramite il campionamento sistematico di 2600 foreste di tutta Europa ha potuto realizzare una Banca dati dell'impronta genetica delle querce europee.

## Riconoscimenti
Riceve il 28 settembre 2006 da re Carlo XVI Gustavo di Svezia l'ambito premio Marcus Wallenberg.